# Light (歌曲)
《Light》是中国组合火箭少女101的歌曲，收录于她们的首张迷你专辑《撞》。这首歌曲是由吴青峰和欧中建共同创作。作为专辑的第二支单曲，于2018年9月14日发行。《Light》是一首带有民谣元素的流行歌曲。
2018年9月24至25日，火箭少女101与许倬尔在北京凯迪拉克中心合作举办了同名艺术展。

## 发行和创作
2018年9月8日，火箭少女101的官方微博晒出几张录制第二支单曲《Light》的花絮图。在2018年9月12至14日期间，官博发布了三张的海报，预告了《Light》由吴青峰填词。随后歌曲在14日22点零1分上线发行。
《Light》是由吴青峰作词，欧中建作曲，并由司捷制作。这首歌是一首带有民谣元素的流行歌曲，也是专辑中唯一的一首抒情曲。歌曲以阿卡贝拉的形式引入，以吉他为主基调，用“温柔的钢琴声”和“轻巧的鼓点”勾勒出“清新的旋律”，并且加入了电子合成器以及陷阱节奏更合潮流。这首歌是火箭少女101全员归队后首度公开的合唱。火箭少女101在歌曲中唱出了逐梦过程中的跌撞与彷徨。

## 打榜
歌曲发行后空降由你音乐榜第六位。第二期升至第二位。以及QQ音乐内地巅峰榜第六十二位，第二周跌出榜单。

## 音乐视频
2018年9月21日，火箭少女101的官方微博放出一段十秒的音乐视频预告，并在隔日放出加长版预告。《Light》的音乐视频是由黄中平执导，由企鹅影视于2018年9月27日发行。视频整体采用蓝和白的极简色彩，开头以少女们的个人镜头特写开始，直到副歌渐渐响起，少女们终于相聚在一起，整部音乐视频讲述了少女们自逐梦以来的一路心路变化。视频最高拿下音悦V榜的第四位。

## 曲目列表
| 电子下载 | 电子下载          | 电子下载 |
| 曲序     | 曲目              | 时长     |
| -------- | ----------------- | -------- |
| 1.       | 《Light》         | 3:50     |
| 2.       | 《Light》（伴奏） | 3:50     |

## 鸣谢名单
以下整理自QQ音乐。
录制
- 录制于RMB Studio（中国北京）
- 母带制作于821 Sound（韩国首尔）

名单
- 吴青峰 – 作词
- 欧中建 – 作曲
- Ear Attack – 编曲
- 司捷 – 制作
- MasterKey – 混音，母带
- 刘芳 – 配唱制作
- 刘鑫磊 – 录音

## 榜单
| 榜单（2018年）                 | 最高 排名 |
| ------------------------------ | --------- |
| 中国排行榜（QQ音乐内地巅峰榜） | 61        |
| 中国排行榜（由你音乐榜）       | 2         |